# Тим Къри
Тимъти Джеймс „Тим“ Къри (на английски: Timothy James "Tim" Curry) (роден на 19 април 1946 г.) е английски актьор и певец. Известен е с ролите си на д-р Франк-Ен-Фъртър в култовия филм „Шоуто на Роки Хорър“ (1975), Мрака във фентъзи филма „Легенда“ (1985) и Пениуайз в минисериала „То“ (1990).

## Избрана филмография
- Легенда (1985)
- На лов за Червения октомври (1990)
- Оскар (1991)
- Сам вкъщи 2: Изгубен в Ню Йорк (1992)
- Тримата мускетари (1993)
- Сянката (1994)
- Земя 2 (1994)
- Титаник (1996)
- Мъпетският остров на съкровищата (1996)
- Лекс (1997)
- Ангелите на Чарли (2000)
- Кинси (2004)
- Монк (2004)
- Уил и Грейс (2004)
- Осмо чувство (2007)
- Случаите на Поаро (2008)
- Тайната на Мунака (2008)
- Престъпни намерения (2010)